# Olibrus pygmaeus
Olibrus pygmaeus är en skalbaggsart som först beskrevs av Sturm 1807.  Olibrus pygmaeus ingår i släktet Olibrus, och familjen sotsvampbaggar. Arten är reproducerande i Sverige.